# مدر الإفراز
مدر الإفراز أو حاث الإفراز (بالإنجليزية: Secretagogue)‏ هو مادةٌ تُؤدي إلى إفراز مادةٍ أخرى.
يُعتبرالغاسترين واحدًا من مدرات الإفراز، حيثُ يُحفز هيدروجين/بوتاسيوم إنزيم الأدينوسين ثلاثي الفوسفات [الإنجليزية]‏ (H/K ATPase) في الخلايا الجدارية (يزيدُ من إنتاج حمض المعدة عن طريق المعدة). يُوجد العديد من مدرات الإفراز المعدية، وتتضمن بينتا غاسترين (غاسترين صناعي)، والهيستامين، والأسيتيل كولين.
تؤدي مدرات إفراز الإنسولين (مثل السلفونيليوريا) إلى إطلاق الإنسولين عبر تأثيرٍ مباشرٍ على قناة بوتاسيوم حساسة للأدينوسين ثلاثي الفوسفات [الإنجليزية] (قناة KATP) في خلايا بيتا البنكرياسية، حيثُ يؤدي انسداد هذه القناة إلى إزالة الاستقطاب وإفراز محتويات الحويصلات.
يُعتبر الأنجيوتنسين II واحدًا من مدرات الإفراز للألدوستيرون من الغدة الكظرية.

## روابط خارجية
- "Secretagogue" في معجم دورلاند الطبي